# Grondwetbank
De grondwetbank is een monument voor de Nederlandse Grondwet gelegen aan de Hofplaats te Den Haag. Het monument heeft de vorm van een 45 meter lange zitbank van glad marmer waarop de tekst is aangebracht van artikel 1 van de Nederlandse Grondwet.
Dit artikel luidt als volgt:
Allen die zich in Nederland bevinden, worden in gelijke gevallen gelijk behandeld.
Discriminatie wegens godsdienst, levensovertuiging, politieke gezindheid, ras, geslacht of op welke grond dan ook, is niet toegestaan.— artikel 1 Nederlandse Grondwet
De gemeente Den Haag heeft het monument in 1992 cadeau gedaan aan de regering. Het monument is ontworpen door de architect Pi de Bruijn die ook het nieuwe deel van het gebouw van de Tweede Kamer der Staten-Generaal ontwierp. De ronde uitstulping van de vergaderzaal van de Tweede Kamer komt uit op de Hofplaats.
De grondwetbank vormt het beginpunt van het grondwetpad, een themawandeling door Den Haag die langs monumenten voert die verband houden met de Grondwet.